# Épaves humaines
Pour plus de détails, voir Fiche technique et Distribution.
Épaves humaines (You Can't Get Away with It) est un film muet américain réalisé par Rowland V. Lee, sorti en 1923.

## Synopsis
Dans le besoin, Jill Mackie travaille dans un grand magasin et tombe amoureuse de son propriétaire, Charles Hemingway. Tous deux forment bientôt un couple illicite, mais la femme d'Hemingway refuse d'accorder le divorce à Charles. Finalement, Hemingway tombe malade et meurt, laissant à Jill une importante somme d'argent. Jill s'amourache ensuite de Henry Adams, un jeune homme à qui elle confie son passé. Mais cette relation ne dure pas, il la rejette et elle retourne à son modeste emploi de vendeuse et à sa culpabilité passée.

## Fiche technique
- Titre original : You Can't Get Away with It
- Titre français : Épaves humaines
- Réalisation : Rowland V. Lee
- Scénario : Robert N. Lee, d'après la pièce de Gouverneur Morris
- Directeur de la photographie : G.O. Post
- Pays de production : États-Unis
- Format : Noir et blanc - 1,33:1 - Film muet
- Genre : comédie
- Durée : 60 minutes
- Dates de sortie : 
  - États-Unis : 18 novembre 1923
  - France : 5 décembre 1924

## Distribution
- Percy Marmont : Charles Hemingway
- Malcolm McGregor : Henry Adams
- Betty Bouton : Jill Mackie
- Barbara Tennant : Jane Mackie
- Grace Morse : May Mackie
- Clarissa Selwyn : Mrs. Hemingway
- Charles Cruz : Charles Hemingway Jr.
- Buck Black (non crédité)
- Jewel Carmen (non crédité)